# Tetraquark
Tetraquarks (von griechisch tetra, vier) sind Hadronen, die aus vier Quarks (zwei Quarks und zwei Antiquarks) zusammengesetzt sind. Sie gehören wie die Pentaquarks und Hexaquarks zu den exotischen Hadronen, das heißt zu denjenigen Hadronen, die nicht wie die Mesonen aus zwei Quarks (Quark-Antiquark-Paar) oder wie die Baryonen aus drei Quarks aufgebaut sind. Die Existenz von Tetraquarks wurde schon lange vorher von theoretischen Physikern diskutiert.
Am 28. Juni 2016 verkündete man am LHCb-Experiment des CERN die Beobachtung von Tetraquarks und bestätigte damit das seit Jahrzehnten umstrittene Modell der Tetraquarks. Vorher hatte es viele angebliche Beobachtungen eines Tetraquarks gegeben, die sich jedoch als falsch herausstellten oder hinsichtlich der Interpretation umstritten waren.

## Nachweis am LHCb ab 2016
Im Juni 2016 gab LHCb bekannt, bei B-Mesonen-Zerfällen gleich vier Resonanzen eines Tetraquarks gesichtet zu haben. Alle bestehen aus jeweils einem Strange-Antistrange-Quark-Paar und einem Charm-Anticharm-Quark-Paar ({\displaystyle c{\bar {c}}s{\bar {s}}}) und zerfielen in ein φ-Meson und ein J/ψ-Meson. Genannt wurden sie: X(4140), X(4274), X(4500) und X(4700); die Zahl in den Klammern steht für die jeweilige Masse des Teilchens in der Einheit MeV. Dabei sind X(4274), X(4500) und X(4700) angeregte Zustände von X(4140).
Nach Angaben der LHCb-Kollaboration wurde die Existenz der Zustände mit einer Sicherheit von fünf Standardabweichungen etabliert und kann nicht durch übliche Hadronen erklärt werden. Die exakte Natur der Bindung ist nach der Veröffentlichung vom Juni 2016 noch Gegenstand von Diskussionen: eng gebundene Tetraquarks oder Paare von D-Mesonen mit Strange-Quark als zweitem Partner ({\displaystyle D_{s}D_{s}^{*}}), die sich abstoßen und neu zu J/ψφ (einem „cusp“) arrangieren.
Der X(4140)-Zustand war bereits 2009 von der CDF-Kollaboration gefunden sowie von den CMS- und D0-Kollaborationen bestätigt worden (während die Suche der Belle und der BaBar-Kollaborationen nach dem X(4140)-Zustand negativ ausfiel).
2020 wurden am LHCb Tetraquark-Zustände aus zwei Charm- und zwei Anticharm-Quarks ({\displaystyle c{\bar {c}}c{\bar {c}}}) nachgewiesen. Das X(6900), eine Resonanz bei 6,9 GeV, ist in zwei J/ψ-Meson zerfallen.
Im August 2020 ist von der LHCb-Kollaboration die Entdeckung des ersten Tetraquarks mit offenen Charm bekannt gegeben worden. Das sogenannte X(2900) soll demnach aus jeweils einen Anticharm-, Up-, Down- und einen Antistrange-Quark ({\displaystyle {\bar {c}}ud{\bar {s}}}) bestehen.

## Angekündigte Nachweise des Tetraquarks 2013
Zwei Teams meldeten unabhängig die Entdeckung der kurzlebigen Vier-Quark-Resonanz Zc(3900), das Belle-Team am KEK im japanischen Tsukuba und das Beijing Spectrometer III (BES III) am Beijing Electron Positron Collider in Peking. Die Bezeichnung deutet auf die Masse (3900 MeV, entsprechend etwa der vierfachen Masse des Protons). Es ist einfach positiv geladen und besteht wahrscheinlich aus ({\displaystyle u}, {\displaystyle {\bar {d}}}, {\displaystyle c}, {\displaystyle {\bar {c}}}) Quarks. Das Belle Team hatte schon 2008 und 2011 Kandidaten für Tetraquarks gemeldet, die aber nicht durch andere Beschleuniger bestätigt wurden. Ursprünglich war man auf der Suche nach dem Y(4260)-Tetraquark Kandidaten, der 2005 am SLAC beobachtet wurde. Allerdings gibt es noch von theoretischer Seite Differenzen über die Interpretation der neu entdeckten Vier-Quark-Zustände als genuine Tetraquarks oder Bindung zweier Mesonen (Mesonen-Moleküle).

## Angekündigte Nachweise des Tetraquarks 2014
Im April 2014 bestätigten Forscher des LHCb-Experiments die Existenz des Z(4430), eines Tetraquark-Kandidaten, der bereits von der Belle-Kollaboration beobachtet worden war.
In der Interpretation der früher diskutierten Kandidaten standen sich zwei Theorien gegenüber, eine, die diese durch ein Modell von zwei gebundenen farb-geladenen Diquarks (die zwei Quarks und Antiquarks bilden jeweils einen Diquark) beschreiben wollte, also einer neuen Teilchenart (Tetraquark), die andere interpretierte dies auf mehr konventionelle Weise als kurzzeitige Resonanz von zwei farb-neutralen Mesonen (die also jeweils aus einem Quark und einem Antiquark bestanden). Ein Problem der Mesonentheorie ist die sich aus ihr ergebende schwache Bindung der beiden farbneutralen Mesonen in der QCD, was es schwierig macht sich vorzustellen, warum sie überhaupt in den hochenergetischen Protonen-Kollisionen am LHC auftreten. Ein Problem der Diquarktheorie ist die Tatsache, dass viele der Kandidaten eine Masse haben, die fast genau der zweier Mesonen entspricht. Die Mesonentheorie galt deshalb bei einigen der Resonanzen wie dem 2003 in Japan gefundenen X(3872) als Favorit, da deren Masse nahe bei der Summe der sie nach der Mesonentheorie zusammensetzenden Mesonen lag. Bei den beim LHC 2014 gefundenen Kandidaten scheint dagegen eine Erklärung in der Mesonentheorie aus den beobachteten Eigenschaften (z. B. Masse, Spin-Parität) schwierig, was die Entdeckung einer neuen Art stark wechselwirkender Teilchen (Tetraquarks) nahelegt. Eine Erklärung innerhalb der QCD steht noch aus.

## Weitere Ankündigungen des Nachweises von Tetraquarks
2010 kündigte eine Gruppe deutscher und pakistanischer Physiker (Ahmed Ali und Christian Hambrock von DESY, Jamil Aslam von der Quaid-i-Azam Universität) die mögliche Entdeckung eines Tetraquarks an, die durch Neuanalyse von Daten des Belle-Experiments aus dem Jahr 2008 möglich wurde.
Damals waren gegenüber den theoretischen Erwartungen (der Quantenchromodynamik) um mehrere Größenordnungen erhöhte Zerfallsraten eines, wie man annahm, angeregten Bottomonium-Zustands Y (5 S) in niedrigere Zustände unter Erzeugung eines Paars geladener Pionen beobachtet worden. Ali, Hambrock und Aslam interpretieren den Ausgangszustand als Tetraquark Yb (10890) aus zwei leichten {\displaystyle \,u}- bzw. {\displaystyle {\overline {u}}}-Quarks und zwei schweren {\displaystyle \,b}- bzw. {\displaystyle {\overline {b}}}-Quarks. Die Autoren geben an, die Massen und Zerfallsraten mit ihrem Modell gut reproduzieren zu können. Es gibt aber auch alternative Erklärungsversuche.

## Namensgebung
Vermutete Tetraquarks wurden je nach Entdecker zumeist mit den Symbolen X, Y oder Z bezeichnet.
Ende 2017 wurde das Benennungsschema für Hadronen von der Particle Data Group (PDG) erweitert. Die Namensgebung von Tetraquarks folgt darin der Namensgebung für Mesonen.
Ab 2018 erscheinen deshalb einige Tetraquark-Kandidaten unter einen anderen Namen:
| neuer PDG Name | frühere Namen    |
| -------------- | ---------------- |
| χc1(3872)      | X(3872)          |
| χc1(4140)      | X(4140), Y(4140) |
| χc1(4274)      | X(4274), Y(4274) |
| χc0(4500)      | X(4500)          |
| χc0(4700)      | X(4700)          |
| ψ(4260)        | X(4260), Y(4260) |
| Zc(3900)       | X(3900), Z(3900) |
| Zc(4430)       | X(4430), Z(4430) |

2023 wurde ein neues Benennungsschema veröffentlicht worin Tetraquarks nunmehr dem Symbol T bezeichnet werden. Ein zusätzlicher Index gibt dabei die minimale Quarkzusammensetzung und den Gesamtspin an. Beispielsweise werden Teilchen mit dem bisherigen Symbol Zc fortan als Tcc1 bezeichnet.